# Eduardo Carrizosa
Eduardo Carrizosa  (n. Bogotá) es un compositor y director de orquesta colombiano. También se ha desempeñado como profesor en las Universidades Nacional de Colombia, Pedagógica Nacional y de los Andes, en Bogotá. 
El maestro Carrizosa obtuvo título en pedagogía musical de la Universidad Nacional de Colombia, con tesis laureada. Adicionalmente,  estudió composición con dos de los más reconocidos compositores de música clásica colombiana: Blas Emilio Atehortúa y Francisco Zumaqué.
Dentro de sus cargos más importantes están el de Director Asistente de la Orquesta Sinfónica de Colombia, Director Asistente de la Orquesta Filarmónica de Bogotá,  Director artístico de la Orquesta Sinfónica de Antioquia
  y entre 2004 y 2007 integró la Dirección Colegiada de la Orquesta Sinfónica Nacional de Colombia con los maestros Luis Biava y Alejandro Posada.
Especialista en música colombiana, el maestro Carrizosa ha dedicado 30 años a la investigación y divulgación de los ritmos nacionales, como resultado ha producido ocho discos compactos, seis de la serie “Memorias Musicales Colombianas” con la Orquesta Filarmónica de Bogotá, y dos con la Sinfónica Nacional, “Viaje Musical por Colombia”.